# Île d'Arrouix
L'île d'Arrouix (ou île Arrouix) est une île sur la Loire, en France.
L'île est situé au milieu du fleuve, entre les pont de Thouaré et de Mauves, sur le territoire des communes de Saint-Julien-de-Concelles et de Divatte-sur-Loire. Elle mesure 3,6 km de long et 500 m de large, pour une superficie de 115 ha.
L'île possède 6 bâtiments à vocation agricole. Elle n'est pas reliée à la rive du fleuve, mais l'accès peut se faire en bateau.